# Friskala
Friskala est un quartier du district Hirvensalo-Kakskerta à Turku en Finlande,.

## Description
Le quartier de Friskala est situé dans la partie sud-est de l'île d'Hirvensalo.
Friskala comprend également l'île d'Iso-Vihtilä. 
Le manoir de Friskala est situé dans le quartier.
Avant l'établissement du manoir au XVe siècle, la zone était connue sous le nom de Ravanen ou Ravas, et après l'établissement du manoir sous le nom de Friiskylä ou Friskala.
Le manoir de Friskala est le seul manoir historique d'Hirvensalo, les propriétaires ont été, entre autres, Knut Posse et la famille d'origine allemande Fresen ou Frisk, d'où vient le nom de Friskala.

## Galerie

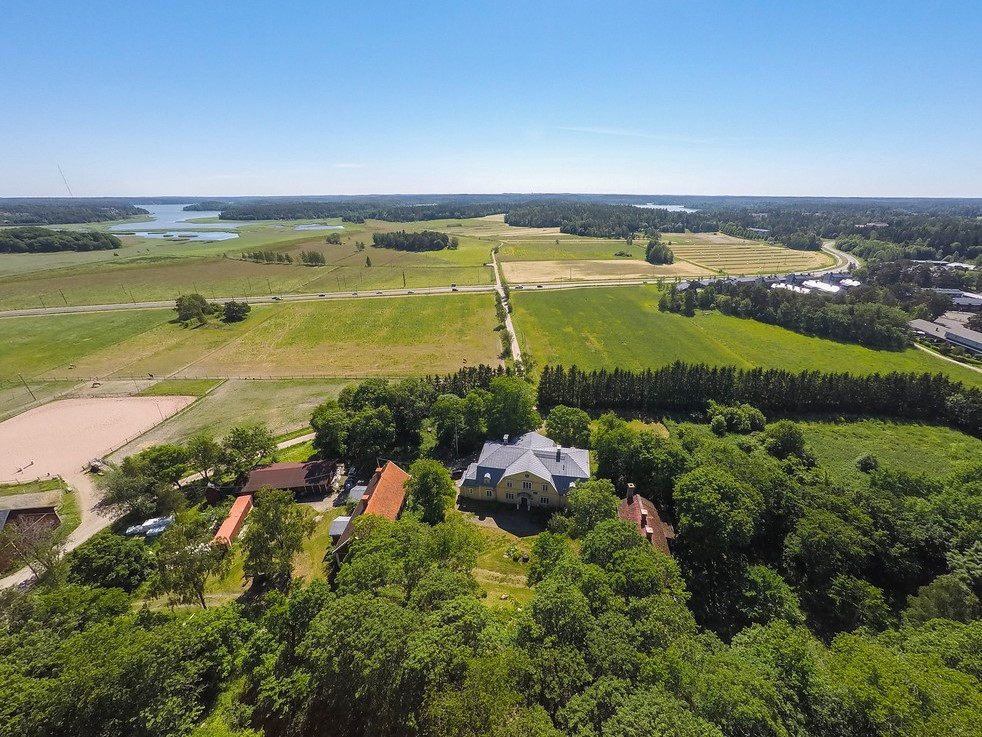
Manoir de Friskala.